# طواف فالوني 2016
طواف الوني 2016 (بالإنجليزية: 2016 Tour de Wallonie) هو سباق دراجات هوائية، وهو الموسم رقم 43 من نفس السباق، وأقيم خلال الفترة 23 يوليو 2016، وحتى 27 يوليو 2016، وامتدّ لمسافة 931.9 كيلومتر، وهو أحد سباقات طواف أوروبا للدراجات 2016، وهو من نوع سباق المرحلة.
فاز فيه بالمركز الأول درايس ديفينينز، وبالمركز الثاني جياني ميرسمان، وبالمركز الثالث فياتشيسلاف كوزنيتسوف (دراج)، والفائز حسب ترتيب السرعة فياتشيسلاف كوزنيتسوف (دراج)، والفريق الفائز في ترتيب الفرق Topsport Vlaanderen-Baloise 2016.

## الفرق
| فرق عالمية (6)- AG2R La Mondiale - Etixx-Quick Step - FDJ - IAM Cycling - Lotto-Soudal - Katusha فرق قارية محترفة (7)- Cofidis, Solutions Crédits - Direct Énergie - Fortuneo-Vital Concept - غازبروم روسفيلو ‏ - رومبوت تشارلز ‏ - سبورت فلاندرين بالويس 2016 ‏ - Wanty-Groupe Gobert فرق قارية (5)- أرمي دي تير 2016 ‏ - Bingoal WB Devo Team ‏ - Pauwels Sauzen–Vastgoedservice ‏ - Veranclassic–Ago ‏ - بنجوال باوليز ساوكس دبليو بي ‏ |  |
| |  |

## المراحل
| المرحلة   | التاريخ  | الدورة                              | type         | المسافة (كم) | الفائز بالمرحلة | القائد العام   |
| --------- | -------- | ----------------------------------- | ------------ | ------------ | --------------- | -------------- |
| المرحلة 1 | 23 يوليو | شارلوروا – Mettet ‏                  | مرحلة مستوية | 178٫3        | توم بونن        | توم بونن       |
| المرحلة 2 | 24 يوليو | Villers-Saint-Ghislain ‏ – Le Rœulx ‏ | مرحلة مستوية | 183٫7        | بوريس فالي      | توم بونن       |
| المرحلة 3 | 25 يوليو | Braine-l'Alleud ‏ – Vielsalm ‏        | مرحلة التلال | 200٫6        | ديميتري كلايس   | جياني ميرسمان  |
| المرحلة 4 | 26 يوليو | Aubel ‏ – هيرستال                    | مرحلة التلال | 180          | ماتيو ترينتين   | جياني ميرسمان  |
| المرحلة 5 | 27 يوليو | Engis ‏ – Dison ‏                     | مرحلة التلال | 189٫3        | درايس ديفينينز  | درايس ديفينينز |

## النتيجة

### مرحلة 1
أجريت في 23 يوليو 2016، وامتدّت لمسافة 178.3 كيلومتر.
| التصنيف العام | التصنيف العام               | التصنيف العام | التصنيف العام    | التصنيف العام |        |
| الدراج        | الدراج                      | البلد         | الفريق           | الوقت         | السرعة |
| ------------- | --------------------------- | ------------- | ---------------- | ------------- | ------ |
| 1.            | توم بونن                    | بلجيكا        | Etixx-Quick Step | 4 س 12 د 22 ث |        |
| 2.            | جوناس فان جينشتن            | بلجيكا        | IAM              | + 4 ث         |        |
| 3.            | فياتشيسلاف كوزنيتسوف (دراج) | روسيا         | كاتيوشا          | + 4 ث         |        |
| 4.            | ارنو ديمار                  | فرنسا         | إف دي جي         | + 6 ث         |        |
| 5.            | Guillaume Bonnafond ‏        | فرنسا         | أيه إل أم        | + 6 ث         |        |

### مرحلة 2
أجريت في 24 يوليو 2016، وامتدّت لمسافة 183.7 كيلومتر.
| التصنيف العام | التصنيف العام               | التصنيف العام | التصنيف العام                    | التصنيف العام |        |
| الدراج        | الدراج                      | البلد         | الفريق                           | الوقت         | السرعة |
| ------------- | --------------------------- | ------------- | -------------------------------- | ------------- | ------ |
| 1.            | توم بونن                    | بلجيكا        | Etixx-Quick Step                 | 8 س 34 د 06 ث |        |
| 2.            | بوريس فالي                  | بلجيكا        | Fortuneo-Vital Concept           | + 6 ث         |        |
| 3.            | فياتشيسلاف كوزنيتسوف (دراج) | روسيا         | كاتيوشا                          | + 9 ث         |        |
| 4.            | جوناس فان جينشتن            | بلجيكا        | IAM                              | + 10 ث        |        |
| 5.            | Antoine Warnier ‏            | بلجيكا        | Wallonie Bruxelles-Group Protect | + 11 ث        |        |

### مرحلة 3
أجريت في 25 يوليو 2016، وامتدّت لمسافة 200.6 كيلومتر.
| التصنيف العام | التصنيف العام               | التصنيف العام | التصنيف العام                    | التصنيف العام  |        |
| الدراج        | الدراج                      | البلد         | الفريق                           | الوقت          | السرعة |
| ------------- | --------------------------- | ------------- | -------------------------------- | -------------- | ------ |
| 1.            | جياني ميرسمان               | بلجيكا        | Etixx-Quick Step                 | 13 س 10 د 47 ث |        |
| 2.            | ديميتري كلايس               | بلجيكا        | Wanty-Groupe Gobert              | + 0 ث          |        |
| 3.            | فياتشيسلاف كوزنيتسوف (دراج) | روسيا         | كاتيوشا                          | + 3 ث          |        |
| 4.            | Antoine Warnier ‏            | بلجيكا        | Wallonie Bruxelles-Group Protect | + 5 ث          |        |
| 5.            | Guillaume Bonnafond ‏        | فرنسا         | أيه إل أم                        | + 6 ث          |        |

### مرحلة 4
أجريت في 26 يوليو 2016، وامتدّت لمسافة 180 كيلومتر.
| التصنيف العام | التصنيف العام               | التصنيف العام | التصنيف العام                    | التصنيف العام  |        |
| الدراج        | الدراج                      | البلد         | الفريق                           | الوقت          | السرعة |
| ------------- | --------------------------- | ------------- | -------------------------------- | -------------- | ------ |
| 1.            | جياني ميرسمان               | بلجيكا        | Etixx-Quick Step                 | 17 س 28 د 49 ث |        |
| 2.            | ديميتري كلايس               | بلجيكا        | Wanty-Groupe Gobert              | + 6 ث          |        |
| 3.            | فياتشيسلاف كوزنيتسوف (دراج) | روسيا         | كاتيوشا                          | + 9 ث          |        |
| 4.            | Antoine Warnier ‏            | بلجيكا        | Wallonie Bruxelles-Group Protect | + 11 ث         |        |
| 5.            | لوران بيشون                 | فرنسا         | إف دي جي                         | + 11 ث         |        |

### مرحلة 5
أجريت في 27 يوليو 2016، وامتدّت لمسافة 189.3 كيلومتر.
| الدراج | الدراج | البلد | الفريق | الوقت | السرعة |  |

## التصنيف العام النهائي
| التصنيف العام | التصنيف العام               | التصنيف العام | التصنيف العام               | التصنيف العام  |        |
| الدراج        | الدراج                      | البلد         | الفريق                      | الوقت          | السرعة |
| ------------- | --------------------------- | ------------- | --------------------------- | -------------- | ------ |
| 1.            | درايس ديفينينز              | بلجيكا        | IAM                         | 22 س 02 د 48 ث |        |
| 2.            | جياني ميرسمان               | بلجيكا        | Etixx-Quick Step            | + 5 ث          |        |
| 3.            | فياتشيسلاف كوزنيتسوف (دراج) | روسيا         | كاتيوشا                     | + 6 ث          |        |
| 4.            | جيلي فانيندرت               | بلجيكا        | لوتو سودال                  | + 7 ث          |        |
| 5.            | Evgeny Shalunov ‏            | روسيا         | Gazprom-RusVelo             | + 9 ث          |        |
| 6.            | فلوريس دي تير               | بلجيكا        | Topsport Vlaanderen-Baloise | + 13 ث         |        |
| 7.            | شاندرو ميوريس               | بلجيكا        | Crelan-Vastgoedservice      | + 15 ث         |        |
| 8.            | فلوريان سينيشال             | فرنسا         | كوفيديس                     | + 15 ث         |        |
| 9.            | لوران بيشون                 | فرنسا         | إف دي جي                    | + 16 ث         |        |
| 10.           | جوناثان إيفيرت              | فرنسا         | Fortuneo-Vital Concept      | + 17 ث         |        |

## وصلات خارجية
- طواف فالوني 2016 على موقع إحصائيات الدراجات الإحترافية (الإنجليزية)